# Leeskopa
Koordinaten: 58° 35′ N, 23° 12′ O
Leeskopa ist ein Dorf (estnisch küla) auf der drittgrößten estnischen Insel Muhu. Es gehört zur gleichnamigen Landgemeinde (Muhu vald) im Kreis Saare (Saare maakond).
Der Ort hat fünfzehn Einwohner (Stand 31. Dezember 2011).